# Корейский язык
Коре́йский язы́к (в КНДР — 조선말/朝鮮말 чосонмаль, в Республике Корея — 한국어/韓國語 хангуго) — язык корейцев и обоих государств Корейского полуострова: КНДР и Республики Корея. Распространён в той или иной мере также в Китае, Японии, США, России, странах Средней Азии. Общее число говорящих — около 81 млн человек (2022).
Корейский — изолированный язык. По грамматическому строю — агглютинативный язык с порядком слов SOV (подлежащее—дополнение—сказуемое). Его словарный состав отличается очень большим количеством заимствований из китайского.
Корейский язык неодинаков в КНДР и Республике Корея; выделяются отличающиеся между собой диалекты корейского языка, причём диалект острова Чеджудо всё чаще рассматривается как отдельный язык.
В настоящее время записывается по большей части с помощью письменности хангыль, ранее записывался при помощи китайских иероглифов (ханча).

## Самоназвание языка
До 1945 года по отношению к корейскому языку использовалось название чосонмаль (кор. 조선말?, 朝鮮말?) или чосоно (кор. 조선어?, 朝鮮語?); это же название продолжает сейчас использоваться в Северной Корее. В Южной Корее сейчас приняты названия хангуго (кор. 한국어?, 韓國語?) или хангунмаль (кор. 한국말?, 韓國말?); часто просто куго (кор. 국어?, 國語?, «государственный язык»).
В обеих частях Кореи используется также разговорное название урималь (우리말, «наш язык»).

## Классификация и изучение
Большинство исследователей относит современный корейский к изолированным языкам, однако некоторые считают его частью гипотетической алтайской языковой семьи. Кроме того, из-за лексических и грамматических сходств (например, в порядке слов), некоторые учёные рассматривают возможное родство между корейским и японским языками. Одним из первых на возможное родство корейского и японского языков обратил внимание Огура Симпэй.
Остаётся спорным вопрос об отношении к современному корейскому языков Трёх корейских государств — Пэкче, Силла и Когурё, хотя все три языка обнаруживают сходство в лексике и (насколько позволяет судить иероглифическая запись) грамматическом строе. По мнению некоторых лингвистов, из указанных языков наименьшее сходство обнаруживает язык государства Когурё, который ряд лингвистов считает предком или ближайшим родственником японского языка. Язык государства Силла, напротив, чаще всего рассматривается как предок корейского языка.
В современной западной лингвистике корейский, японский и древние языки Корейского полуострова нередко объединяют в группу языков Пуё по названию царства Пуё.

## Диалекты

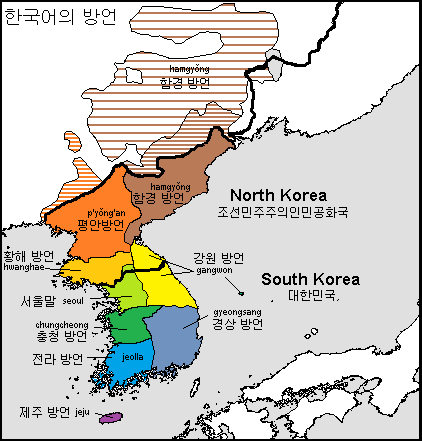
Диалекты корейского языка

Литературный корейский язык Северной Кореи основан на пхеньянском диалекте, а в Южной Корее в основу литературного варианта лёг сеульский диалект. Помимо диалектов столиц, диалекты имеются у каждого региона Корейского полуострова: хамгёнский, юкчинский, чеджуский и так далее; также существуют диалекты диаспоры: диалект советских корейцев, диалект дзайнити, диалект китайских корейцев.
Диалекты различаются фонетически и лексически: так, например, в кёнсанском диалекте (Пусан, Тэгу, Ульсан) 6 гласных звуков, а в хамгёнском их 10. Диалект острова Чеджудо в значительной степени невзаимопонятен с другими, поэтому рассматривается в настоящее время как отдельный от корейского язык.

## Письменность

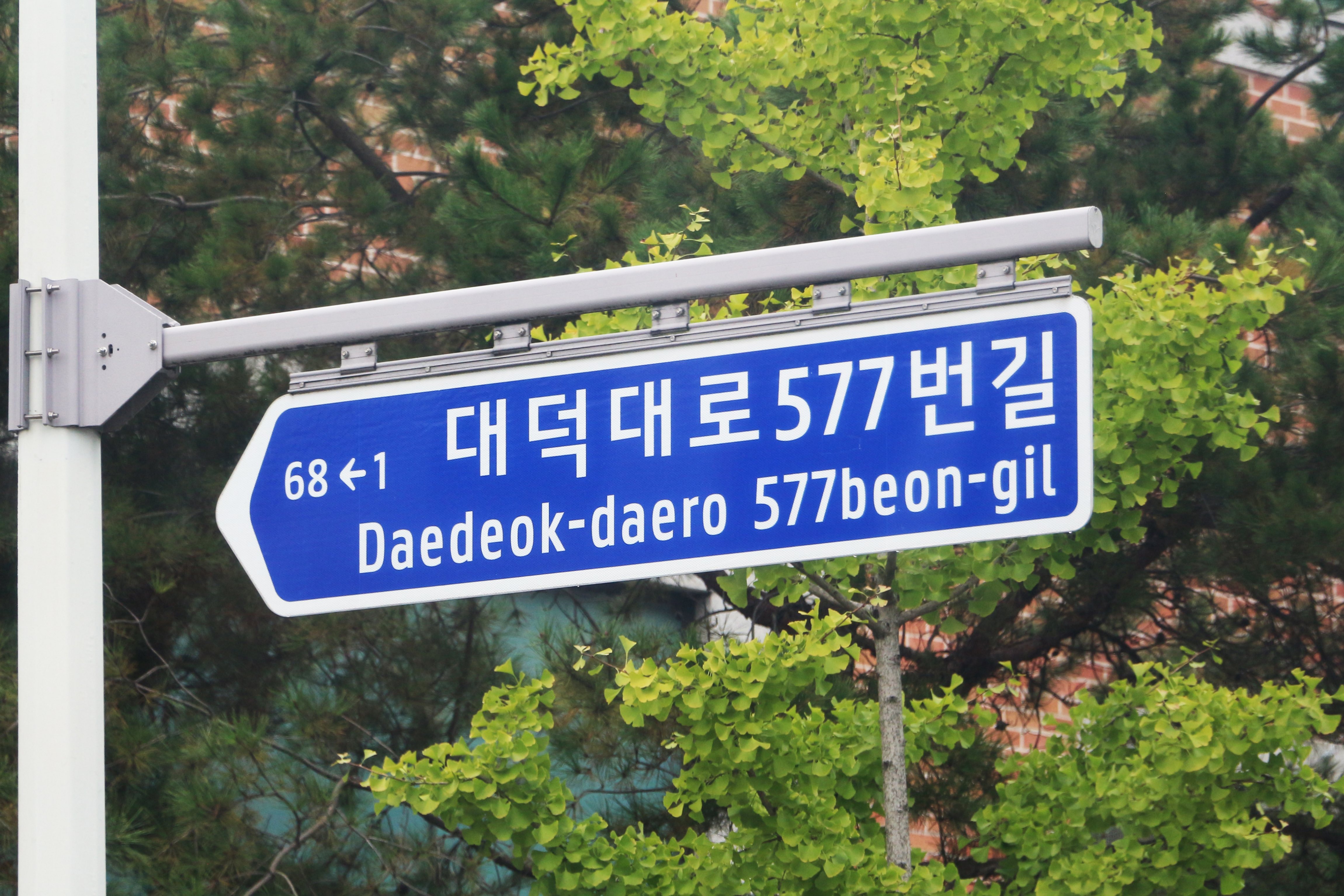
Дорожный указатель на хангыле и латинице в Республике Корея

Для записи корейского языка используется фонетическое письмо хангыль, специально разработанное для него в XV веке. Дополнением к хангылю служит ханча — китайские иероглифы. В Северной Корее используется только хангыль, в Южной Корее — и хангыль, и ханча (но ограниченно и только для записи слов китайского происхождения).
В 1930-е годы в СССР проводилась кампания по латинизации корейской письменности. Латинизированый алфавит был утверждён в 1935 году, но на практике никогда не использовался.
С XV по XX век в Корее существовало смешанное письмо, соответствующее японскому современному письму: корни слов записывались на ханче, а изменяемая часть слова — хангылем.
Ханча — письменность на основе китайских иероглифов, дополняющая или заменяющая хангыль. Используется в настоящее время только в Южной Корее для записи слов китайского происхождения. Вид некоторых корейских иероглифов отличается от используемых в Китае.

## Лингвистическая характеристика
Корейский — агглютинирующий язык, с тенденцией к усилению флективности и аналитизма.

### Фонетика

#### Согласные
Согласные звуки корейского языка:
|                      |                | Губные  | Альвеолярные | Палатальные | Велярные | Глоттальные |
| -------------------- | -------------- | ------- | ------------ | ----------- | -------- | ----------- |
| Носовые              | Носовые        | ㅁ /m/  | ㄴ /n/       |             | ㅇ /ŋ/   |             |
| Взрывные и Аффрикаты | простые        | ㅂ /p/  | ㄷ /t/       | ㅈ /tɕ/     | ㄱ /k/   |             |
| Взрывные и Аффрикаты | напряжённые    | ㅃ /p͈/  | ㄸ /t͈/       | ㅉ /t͈ɕ/     | ㄲ /k͈/   |             |
| Взрывные и Аффрикаты | придыхательные | ㅍ /pʰ/ | ㅌ /tʰ/      | ㅊ /tɕʰ/    | ㅋ /kʰ/  |             |
| Фрикативные          | простые        |         | ㅅ /s/       |             |          | ㅎ /h/      |
| Фрикативные          | напряжённые    |         | ㅆ /s͈/       |             |          |             |
| Плавные              | Плавные        |         | ㄹ /l/       |             |          |             |

#### Гласные
Гласные звуки корейского языка:
|  |  |  |

| Простые  | /i/ ㅣ, /e/ ㅔ, /ɛ/ ㅐ, /a/ ㅏ*, /o/ ㅗ, /u/ ㅜ, /ʌ/ ㅓ, /ɯ/ ㅡ, /ø/ ㅚ, /y/ ㅟ                            |
| Дифтонги | /je/ ㅖ, /jɛ/ ㅒ, /ja/ ㅑ, /wi/ ㅟ, /we/ ㅞ, /wɛ/ ㅙ, /wa/ ㅘ, /ɰi/ ㅢ, /jo/ ㅛ, /ju/ ㅠ, /jə/ ㅕ, /wə/ ㅝ |

В современном языке лишь немолодые носители продолжают различать долготу гласных.

#### Ударение
В корейском языке имеется музыкальное ударение, отличающееся по диалектам. Некоторые диалекты сохраняют музыкальное ударение среднекорейского языка.

### Морфология

#### Существительное
Корейское существительное не имеет грамматического рода. В корейском языке развита система падежей. Набор падежных суффиксов одинаков для всех существительных, поэтому склонение просто в использовании и при изучении.
В приведённой ниже таблице в первом столбце через дробь приводятся варианты записи после согласной буквы / после гласной буквы, а в скобках — вежливый вариант:
| Хангыль         | Чтение            | Падежи                              | Вопрос                | Пример                                 | Транскрипция                                    | Перевод                                                |
| --------------- | ----------------- | ----------------------------------- | --------------------- | -------------------------------------- | ----------------------------------------------- | ------------------------------------------------------ |
| 은 / 는         | ын / нын          | Основной именительный               | Кто? Что?             | 나는 갑니다                            | На-нын камнида                                  | «Я иду»                                                |
| 이 / 가 (께서)  | и / га (ккесо)    | Именительный                        | Кто? Что?             | 눈이 옵니다                            | Нун-и омнида                                    | «Идёт снег»                                            |
| 을 / 를         | ыль / рыль        | Винительный                         | Кого? Что?            | 그 학생은 한국어를 배운다              | Кы хаксэнъ-ын хангуго-рыль пэуда                | «Этот студент изучает корейский язык»                  |
| 을 / 를         | ыль / рыль        | Винительный                         | Куда?                 | 여행을 가다                            | Ёхэнъ-ыль када                                  | «Отправляться в путешествие»                           |
| 의              | ый / э            | Родительный                         | Чей? Кого? Чего?      | 내 친구의 안경                         | Нэ чхингу-ый ангёнъ                             | «Очки моего друга»                                     |
| 에              | е                 | Дательный                           | Куда?                 | 병원에 가세요?                         | Пёнъвон-е касеё?                                | «Вы идёте в больницу?»                                 |
| 에              | е                 | Дательный                           | Когда?                | 다섯시에 박교수님과 만나요             | Тасот си-е Пак кёсуним-гва маннаё               | «В пять часов я встречаюсь с профессором Паком»        |
| 에              | е                 | Места при глаголах 있다, 없다, 살다 | Где?                  | 우리 집은 아남동에 있다                | Ури чиб-ын Анамдонъ-е итта                      | «Наш дом находится в районе Анамдон»                   |
| 에              | е                 | Адресата действия                   | Куда?                 | 어제 미국에 편지를 보냈다              | Одже Мигуг-е пхёнджи-рыль понэтта               | «Вчера отправил письмо в Америку»                      |
| 에게, 한테 (께) | еге, хантхе (кке) | Дательный падеж лица                | Кому?                 | 친구에게 편지를 씁니다                 | Чхингу-еге пхёнджи-рыль ссымнида                | «Я пишу письмо другу»                                  |
| 에서            | есо               | Местный (с активными глаголами)     | Где?                  | 나는 여행사에서 일합니다               | На-нын ёхэнъса-есо ирхамнида                    | «Я работаю в турфирме»                                 |
| 에서            | есо               | Местный                             | Откуда?               | 어느 나라에서 왔어요?                  | Оны нара-есо вассоё?                            | «Из какой страны вы приехали?»                         |
| 에게서, 한테서  | егесо, хантхесо   | Местный падеж лица                  | От кого?              | 나는 어머니에게서 그 말을 들었어요     | На-нын омони-егесо кы мар-ыль тыроссоё          | «Я слышал это от матери»                               |
| 으로 / 로       | ыро / ро          | Творительный                        | Как? Чем?             | 나는 한자를 볼펜으로 씁니다            | На-нын ханча-рыль польпхен-ыро ссымнида         | «Я пишу иероглифы ручкой»                              |
| 으로 / 로       | ыро / ро          | Творительный                        | В сторону чего? Куда? | 그 버스는 종로구로 가지 않아요         | Кы посы-нын Чонъногу-ро каджи анаё              | «Этот автобус не идёт в сторону Чонногу»               |
| 으로 / 로       | ыро / ро          | Указывающий на сущность/профессию   | В каком качестве?     | 김 선생님은 선교사로 러시아에 왔습니다 | Ким сонсэнъним-ын сонгёса-ро Росиа-е вассымнида | «Господин Ким приехал в Россию в качестве миссионера». |
| 과, 하고 / 와   | ква, хаго / ва    | Совместный                          | С кем? С чем?         | 시장에서 생선과 채소를 샀어요          | Сиджанъ-есо сэнъсон-гва чхэсо-рыль сассоё       | «Я купил рыбу и овощи на рынке»                        |
| 아 / 야         | а / я             | Звательный                          |                       | 기민아, 이리 와!                       | Кимин-а, ири ва!                                | «Кимин, иди сюда!»                                     |

Предложный падеж (о ком? о чём?) в корейском языке выражается дательным со вспомогательными глаголами отношения (к кому-либо, к чему-либо) 대하다 или 관하다, например: 한국에 대한 책은 (Хангуг-е тэхан чхэг-ын) «Книга о Корее».

#### Глагол
Корейский глагол может выражать разнообразные действия, присоединяя к себе соответствующие суффиксы. Например, если ко второй основе глагола присоединить суффикс 야 하다, то такой сложный глагол будет означать долженствование: 학생은 열심히 공부해야 한다 Хаксэнъ-ын ёльсими конъбухэ-я ханда «Студент должен усердно заниматься».
В корейском языке имеется набор соединительных окончаний, использующихся в качестве соединительных союзов между глаголами.
- 고 ко и (으)며 (ы)мё могут обозначать как одновременность действий, так и их последовательность.
- 거나 кона соединяя глаголы, имеет значение «или».
- 아 а, 어 о, 여 ё 서 со означают последовательность действий.
- 다가 тага означает, что некое действие было прервано на время нового действия. Если перед 다가 ставится суффикс прошедшего времени, то между действиями была пауза.
- 자 ча, 자마자 чамаджа означает мгновенное начало второго действия после первого.

Все суффиксы и окончания присоединяются к одной из двух глагольных форм.
1. Первая форма образуется отбрасыванием от словарной окончания 다 та: 먹다 мокта → 먹 мок.
2. Вторая форма у глаголов образуется различно, в зависимости от того, какой в корне гласный.

아 а и 오 о — к основе глагола присоединяется 아 а:
받다 патта → 받아 пада.
Если основа кончается на открытый слог с «а», то остаётся только один звук «а»:
가다 када → 가 ка.
Если основу заканчивает открытый слог с гласной 오, то он сливается с 아 а в 와 ва:
오다 ода → 와 ва.
Если в многосложной основе содержится слог 르 ры, то 으 ы исчезает, а ㄹ р удваивается:
모르다 морыда → 몰라 молла.
Все остальные корневые гласные присоединяют суффикс 어 о:
먹다 мокта → 먹어 мого.
Если основу заканчивает открытый слог с гласной 어 о, то два «о» сливаются:
서다 сода → 서 со.
Если основа заканчивается на 우 у, он сливается с 어 о в 워 во:
배우다 пэуда → 배워 пэво.
Если основа заканчивается на 여 ё, он сливается с 어 о в 여 ё:
켜다 кхёда → 켜 кхё.
Если многосложная основа глагола заканчивается на 이 и, он сливается с 어 о в 여 ё:
기다리다 кидарида → 기다려 кидарё
Исключения:
У глагола 하다 (хада; «делать») имеется два варианта второй основы: 해 (хэ; употребляется в разговорной речи) и 하여 (хаё; употребляется в письменном языке).
Вторая основа глаголов, заканчивающихся на -내다 нэда оканчивается на 내 нэ:
보내다 понэда — 보내 понэ.
- Настояще-будущее время

Глагол используется в словарной форме (или с соответствующим вежливым окончанием).
우리는 다음 주말에 제주도에 여행을 갈 것이다 Ури-нын таым чумар-е Чеджудо-е ёхэнъ-ыль каль косида «Мы поедем на Чеджудо в следующие выходные».
- Прошедшее время

Образуется добавлением суффиксов 았 ат, 었 от, 였 ёт.
Если в корне глагола есть гласные 아 а, 오 о, используется суффикс 았. При этом происходят слияния с гласной последнего слога (если последний слог открытый): 보다 пода → 보았다 поатта → 봤다 пватта.
Если в односложном корне нет «а» или «о», присоединяется суффикс 었 от.
Если глагол многосложный, и корень заканчиввается на 이 и, присоединяется суффикс 였 ёт: 내리다 нэрида → 내렸다 нэрётта.
Если глагол заканчивается на 내다 нэда, то присоединяется суффикс ㅆ: 보내다 понэда → 보냈다 понэтта.
Исключение составляют глагол 하다 (хада «делать») и глаголы, заканчивающиеся на 하다: они в прошедшем времени имеют форму 하였다 хаётта или 했다 хэтта. Первая обычно употребляется в письменном языке, вторая — в устном.
- Простое будущее время

Образуется путём прибавления к корню глагола суффикса 겠 кет. Употребляется только с первым и вторым лицом и обозначает намерение сделать что-либо: 다음 학기부터 나는 일본어를 배우기 시작하겠다 Таым хакки-бутхо на-нын ильбоно-рыль пэуги сиджакхагетта «Со следующего семестра я намереваюсь начать учить японский язык».
- Сложное будущее время

Означает действие, которое однозначно произойдёт в будущем. Образуется путём прибавления к причастию будущего времени служебного слова 것 кот + глагол-связка 이다 ида.
삼 주일 후에 그들은 결혼할 것이다 Сам чуиль ху-е кыдыр-ын кёрхонхаль косида «Через три недели они поженятся».
- Настоящее продолженное время

Образуется путём присоединения к корню глагола окончания 고 ко + глагол 있다 (итта; «быть»).
나는 지금 서울에 살고 있다 На-Нын Чигым Соур-е сальго итта «Сейчас я живу в Сеуле».
Корейский глагол часто используется в субстантивной форме, образовать которую можно, прибавив к 1-й основе окончание 기 ки: 하다 хада «делать» — 하기 хаги «делание». Субстантивная форма используется, в том числе, для создания особых конструкций. Например, 기 + 로 하다 ки-ро хада означает «решить сделать что-либо»: 내일은 기민씨 생일이에요. 그래서 같이 저녁 먹기로 했어요 Нэир-ын Кимин-сси сэнъир-иеё. Кырэсо катхи чонёк моккиро хэссоё «Завтра день рождения Кимин, поэтому мы решили поужинать вместе».

#### Прилагательные
Корейские прилагательные имеют две формы: заключительную и определительную. Заключительной форме свойственны характеристики глагола (две основы, образуются по тем же правилам, что и у глаголов; изменение по времени и уровню вежливости).
- Заключительная форма

Прилагательные в заключительной форме имеют окончание 다 та:
예쁘다 йеппыда «красивый».
- Определительная форма

Образуется аналогично отглагольному причастию прошедшего времени:
예쁘다 йеппыда → 예쁜 йеппын.
Определительной форме глагольные характеристики несвойственны — она ведёт себя точно так же, как прилагательное в русском языке.

#### Причастия
Корейские причастия, в отличие от русских, могут стоять в любом грамматическом времени (настоящем, прошедшем и будущем). При этом конструкция «А, которое B» в корейском также обозначается одним из причастий.
| Время             | Окончание       | Окончание     | Пример                                | Транскрипция                                    | Перевод                                                                  |
| Время             | После согласной | После гласной | Пример                                | Транскрипция                                    | Перевод                                                                  |
| ----------------- | --------------- | ------------- | ------------------------------------- | ----------------------------------------------- | ------------------------------------------------------------------------ |
| Будущее           | 을 ыль          | ㄹ ль         | 저녁에 먹을 음식을 준비하겠어요       | Чонёг-е могыль ымсиг-ыль чунбихагессоё          | «Я приготовлю еду, которую буду есть вечером»                            |
| Настоящее         | 은 ын           | 는 нын        | 저기 가는 분이 이 선생입니다          | Чоги канын пун-и И сонсэнъ-имнида               | «Человек, идущий (который идёт) там, — господин Ли»                      |
| Прошедшее на -ын  | 은 ын           | ㄴ н          | 어제 쓴 편지를 우체국에 가서 부쳤어요 | Одже ссын пхёнджи-рыль учхегуг-е касо пучхёссоё | «Я пошёл на почту и отправил письмо, написанное (которое написал) вчера» |
| Прошедшее на -тон | 던 тон          | 던 тон        | 이 음악은 내가 자주 듣던 것입니다     | И ымаг-ын нэ-га чаджу тыттон косимнида          | «Эта музыка та самая, которую я часто слушал»                            |

#### Числительные
Современная корейская система счёта похожа на японскую: имеются числительные как собственно корейского происхождения, так и заимствованные китайские цифры. Таким же образом, небольшие количества предметов считаются обычно корейскими числительными, а если предметов больше сотни, то счёт ведётся китайскими числительными. При этом при счёте часов используются корейские цифры, а при счёте минут — китайско-корейские.
Корейскими числами можно посчитать предметы от одного до 99:
| 1 | 하나 | хана   | 10 | 열   | ёль    |
| 2 | 둘   | туль   | 20 | 스물 | сымуль |
| 3 | 셋   | сет    | 30 | 서른 | сорын  |
| 4 | 넷   | нет    | 40 | 마흔 | махын  |
| 5 | 다섯 | тасот  | 50 | 쉰   | свин   |
| 6 | 여섯 | ёсот   | 60 | 예순 | йесун  |
| 7 | 일곱 | ильгоп | 70 | 일흔 | ирхын  |
| 8 | 여덟 | ёдоль  | 80 | 여든 | ёдын   |
| 9 | 아홉 | ахоп   | 90 | 아흔 | ахын   |

Исконно корейские слова для чисел 100 и 1000 (соответственно, 온 (он) и 즈믄 (чымын)) в настоящее время считаются архаичными и не используются.
Следует обратить внимание, что числительные «один», «два», «три», «четыре» и «двадцать» перед существительными имеют так называемую определительную форму:
- 하나 → 한;
- 둘 → 두;
- 셋 → 세;
- 넷 → 네;
- 스물 → 스무.

Китайские:
| 1 | 일 | иль   | 10      | 십   | сип    |
| 2 | 이 | и     | 20      | 이십 | исип   |
| 3 | 삼 | сам   | 30      | 삼십 | самсип |
| 4 | 사 | са    | 100     | 백   | пэк    |
| 5 | 오 | о     | 200     | 이백 | ибэк   |
| 6 | 육 | юк    | 1000    | 천   | чхон   |
| 7 | 칠 | чхиль | 10 000  | 만   | ман    |
| 8 | 팔 | пхаль | 100 000 | 십만 | сипман |
| 9 | 구 | ку    | 100 млн | 억   | ок     |

Составные числительные (двести три, шестьдесят) образуются как в китайском языке: два (이, и) × сто (백, пэк) + три (삼, сам) — ибэксам. При этом следует учитывать, что в корейском в разряде не три цифры (123 456 789), а четыре (1 2345 6789), поэтому «сто тысяч» — это «10 ман», а не «100 чхон».

#### Порядковые числительные
| Корейские             | Корейские                    | Корейские            | Китайские            | Китайские        |
| Формула               | Пример                       | Исключение           | Формула              | Пример           |
| --------------------- | ---------------------------- | -------------------- | -------------------- | ---------------- |
| Числительное + 째 ччэ | 스물째 сымульччэ «двадцатый» | 첫째 чхоччэ «первый» | 제 че + числительное | 제오 чео «пятый» |

#### Счётные слова
Из китайского языка в корейский пришли также счётные слова, которые используются со всеми существительными (фактически, все существительные в корейском неисчисляемые). К примеру, для того, чтобы сказать «пять кошек», в отличие от русского языка, нужно использовать классификатор: «кошек пять голов» — 고양이 다섯 마리 (коянъи тасот мари).
- 개 (кэ, «штука») — самый распространённый классификатор;
- 번 (пон, «раз») — для счёта событий;
- 세 (се, «год») — возраст;
- 갑 (кап, «пачка»);
- 명 (мёнъ, «человек»); слово сарам, тоже означающее «человек», может использоваться без счётного суффикса;
- 마리 (мари, «голова скота»);
- 권 (квон, «книга»);
- 자루 (чару) — ручки, карандаши;
- 잔 (чан) — чашки;
- 채 (чхэ, «дом»);
- 병 (пёнъ, «бутылка»);
- 그릇 (кырыт) — порции еды;
- 켤레 (кхёлле, «пара») — для парных предметов;
- 장 (чанъ, «лист бумаги»);
- 시간 (сиган) — для времени.

#### Местоимения
Личные местоимения в корейском языке нередко опускаются, когда и так ясно, о ком идёт речь.
|         | ед. ч.       | ед. ч.                         | ед. ч.         | ед. ч.    | мн. ч.                    | мн. ч.             | мн. ч.    |
| простое | уважительное | скромное                       | уничижительное | простое   | уважительное              | скромное           |           |
| ------- | ------------ | ------------------------------ | -------------- | --------- | ------------------------- | ------------------ | --------- |
| 1-е     | 나 на        |                                | 저 чо          |           | 우리 ури                  |                    | 저희 чохи |
| 2-е     | 너 но        | 당신 танъсин 선생님 сонсэнъним |                | 자네 чане | 너희 нохи 너희들 нохидыль | 당신들 танъсиндыль |           |

- 2-е лицо:

«ты» — 너 (но) в именительном падеже 네 (не), используется только в неформальном общении;
«вы (к женщине)» — 아줌마 (аджумма);
«вы (к мужчине)» — 아저씨 (аджосси);
«вы (к девушке)» — 아가씨 (агасси);
«вы» — имя собеседника + 씨 (сси), либо должность собеседника + 님 (ним);
«вы» — фамилия собеседника + 선생 (сонсэнъ, «господин») + 님 (ним).
Супруги обычно называют друг друга 당신 (танъсин), это обращение всё больше распространяется как универсальное местоимение 2-го лица.
«вы (множественное число)» — 여러분 (ёробун, «господа́»).
- 3-е лицо:

Так как местоимения второго лица местоимениями в полной мере не являются, а скорее представляют собой существительные, они могут использоваться для обозначения третьих лиц. Существуют и другие подобные слова.
«Этот (тот, вон тот) человек» — 이 / 그 / 저 사람 (и / кы / чо сарам);
«этот (тот, вон тот) господин» — 이 / 그 / 저 분 (и / кы / чо пун);
в письменной речи в значении «он» может употребляться слово 그 (кы) «тот».
«она» — 그녀 (кынё);
«эта (та, вон та) женщина» — 이 / 그 / 저 여자 (и / кы / чо ёджа);
для предметов используются те же указательные местоимения или слово 것 (кот) «вещь».
Как и в японском языке, в корейском имеется трёхуровневая система указательных местоимений, в отличие от современного русского языка, где подобные местоимения делятся только на «близкие» («этот») и «далёкие» («тот»).
|                     | Приставка | Объект                   | Место                       |
| ------------------- | --------- | ------------------------ | --------------------------- |
| Близкие говорящему  | 이 и-     | 이것 игот «этот»         | 이곳 игот, 여기 ёги «здесь» |
| Близкие собеседнику | 그 кы-    | 그것 кыгот «тот»         | 거기 коги «там»             |
| Далёкие             | 저 чо-    | 저것 чогот «тот дальний» | 저기 чоги «там, вдали»      |
| Вопросительные      | 어느 оны- | 무엇 муот «что?»         | 어디 оди «где?»             |

### Синтаксис
Порядок слов в корейском языке — SOV (подлежащее — дополнение — сказуемое). Зависимый член предложения всегда предшествует главному.

### Лексика
В лексике корейского языка имеется очень много заимствований из китайского — около 60 % в современном южнокорейском языке; такие слова называются «сино-корейскими».
В XX веке в южнокорейском варианте языка стало появляться всё больше слов английского происхождения, есть также заимствования из японского языка; в северокорейском есть заимствования из русского языка. В языке КНДР преобладают заимствования из русского, но их общее количество меньше, чем в языке Республики Корея. С конца XX в. как в Северной, так и в Южной Корее отмечается новая тенденция в китайских заимствованиях — они не переводятся поморфемно, а передаются фонетически.

## Система вежливости
В корейском языке существует развитая система стилей речи, использование которой регулируется возрастом и социальным положением собеседников, а также тех, о ком идёт речь. Глаголы приобретают, в зависимости от этого, разные суффиксы.
| Стиль                  | Утвердительные предложения | Утвердительные предложения | Вопросительные предложения | Вопросительные предложения | С глаголом 가다 (када; «идти»)      |
| Стиль                  | после гласного             | после согласного           | после гласного             | после согласного           | С глаголом 가다 (када; «идти»)      |
| ---------------------- | -------------------------- | -------------------------- | -------------------------- | -------------------------- | ----------------------------------- |
| Официально-вежливый    | 1-я форма +ㅂ니다          | 1-я форма + 습니다         | 1-я форма +ㅂ니까          | 1-я форма + 습니까         | 갑니다 (камнида), 갑니까 (камникка) |
| Неофициально-вежливый  | 2-я форма + 요             | 2-я форма + 요             | 2-я форма + 요             | 2-я форма + 요             | 가요 (каё)                          |
| Просторечный (панмаль) | 2-я форма                  | 2-я форма                  | 2-я форма                  | 2-я форма                  | 가 (ка)                             |

Опросы среди корейцев показывают, что регулирующая роль вежливости в языке сегодня падает.

### Повелительное наклонение
Выражение повелительного и пригласительного наклонений подчиняется стилю вежливости.
| Повелительное наклонение | Повелительное наклонение   | Повелительное наклонение | Повелительное наклонение                     | Повелительное наклонение                          | Пригласительное наклонение | Пригласительное наклонение                               | Пригласительное наклонение |
| уровень вежливости       | образование (утверждение)  | образование (отрицание)  | пример утверждения                           | пример отрицания                                  | образование                | пример                                                   |                            |
| ------------------------ | -------------------------- | ------------------------ | -------------------------------------------- | ------------------------------------------------- | -------------------------- | -------------------------------------------------------- | -------------------------- |
| Высший                   | ~(으)십시오 (ы)сипсио      | ~지 마십시오 чи масипсио | 들으십시오 тырысипсио «слушайте, пожалуйста» | 들어가지 마십시오 тырогаджи масипсио «не входите» | ~(으)ㅂ시다 (ы)псида       | 갑시다 капсида «пойдёмте»                                |                            |
| Высокий                  | ~(으)세요 (ы)сеё           | ~지 마세요 чи масеё      | 가세요 касеё «идите»                         | 듣지 마세요 тытчи масеё «не слушайте»             | 2-я основа + 요 ё          | 시작해요 сиджакхэё «давайте начнём»                      |                            |
| Низкий                   | 2-я основа глагола         |                          | 먹어 мого «ешь»                              |                                                   | ~자 ча                     | 맥주 마시러 가자 мэкчу масиро каджа «пойдём выпьем пива» |                            |
| Низкий                   | 2-я основа глагола + 라 ра | ~지 말아라 чи марара     | 들어라 тырора «слушай»                       | 보지 말아라 поджи марара «не смотри»              | ~자 ча                     | 맥주 마시러 가자 мэкчу масиро каджа «пойдём выпьем пива» |                            |

### Существительные
Кроме того, так же как в японском языке, в корейском существуют «высокие» аналоги обычных глаголов и существительных.
| Простое слово | Простое слово | Простое слово      | Вежливый аналог | Вежливый аналог | Вежливый аналог    |
| Хангыль       | Транскрипция  | Перевод            | Хангыль         | Транскрипция    | Перевод            |
| ------------- | ------------- | ------------------ | --------------- | --------------- | ------------------ |
| 있다          | итта          | «быть, находиться» | 계시다          | кесида          | «быть, находиться» |
| 먹다          | мокта         | «есть»             | 잡수시다        | чапсусида       | «вкушать»          |
| 주다          | чуда          | «давать»           | 드리다          | тырида          | «преподносить»     |
| 자다          | чада          | «спать»            | 주무시다        | чумусида        | «почивать»         |
| 죽다          | чукта         | «умереть»          | 돌아가시다      | торагасида      | «скончаться»       |
| 집            | чип           | «дом»              | 댁              | тэк             | «обитель»          |
| 아버지        | абоджи        | «папа»             | 아버님          | абоним          | «отец»             |

### Именование родственников
В корейском языке сложная система именования родственников в разговоре с ними и с другими людьми. В общем соблюдается принцип равновесия: к примеру, в разговоре с отцом жены её саму называют более фамильярно, а с младшей сестрой — более официально.
| Степень родства с мужем | Именование женой (хангыль, кириллица) | Именование детьми (хангыль, кириллица)  |
| ----------------------- | ------------------------------------- | --------------------------------------- |
| Он сам                  | 남편 нампхён                          | 아버지 абоджи, 아빠 аппа                |
| Отец                    | 시아버님 сиабоним                     | (친)할아버지 (чхин)харабоджи            |
| Мать                    | 시어머님 сиомоним                     | (친)할머니 (чхин)хальмони               |
| Старший брат            | 아주버님 аджубоним                    | 큰아버지 кхынабоджи                     |
| Жена старшего брата     | 형님 хённим                           | 큰어머니 кхынамони                      |
| Старшая сестра          | 형님 хённим                           | 고모 комо                               |
| Муж старшей сестры      | 아주버님 аджубоним                    | 고모부 комобу                           |
| Младший брат            | 도련님 торённим, 서방님 собанним      | 삼촌 самчхон                            |
| Жена младшего брата     | 동서 тонсо                            | 숙모 сунмо                              |
| Младшая сестра          | 아가씨 агасси                         | 고모 комо                               |
| Муж младшей сестры      | 서방님 собанним                       | 고모부 комобу                           |
| Дети брата или сестры   | 조카 чокха                            | 언니 онни, 오빠 оппа, 형 хён, 누나 нуна |

| Степень родства с женой | Именование мужем (хангыль, кириллица) | Именование детьми (хангыль, кириллица) |
| ----------------------- | ------------------------------------- | -------------------------------------- |
| Она сама                | 부인 пуин                             | 어머니 омони, 엄마 омма                |
| Отец                    | 장인 чанин, 아버님 абоним             | 외할아버지 вехарабоджи                 |
| Мать                    | 장모 чанмо, 어머님 омоним             | 외할머니 вехальмони                    |
| Старший брат            | 형님 хённим                           | 외삼촌 весамчхон                       |
| Жена старшего брата     | 아주머니 аджумони                     | 외숙모 весунмо                         |
| Старшая сестра          | 처형 чхохён                           | 이모 имо                               |
| Муж старшей сестры      | 형님 хённим, 동서 тонсо               | 이모부 имобу                           |
| Младший брат            | 처남 чхонам                           | 외삼촌 весамчхон                       |
| Жена младшего брата     | 처남댁 чхонамдэк                      | 외숙모 весунмо                         |
| Младшая сестра          | 처제 чходже                           | 이모 имо                               |
| Муж младшей сестры      | 동서 тонсо                            | 이모부 имобу                           |
| Дети брата или сестры   | 조카 чокха                            | 언니 онни, 오빠 оппа, 누나 нуна        |

| Отношение                | Обращение                        | Упоминание в третьем лице в разговоре с | Упоминание в третьем лице в разговоре с       | Упоминание в третьем лице в разговоре с | Упоминание в третьем лице в разговоре с                     | Упоминание в третьем лице в разговоре с |
| Отношение                | Обращение                        | мужем                                   | его родителями                                | его родственниками                      | знакомыми                                                   | детьми                                  |
| ------------------------ | -------------------------------- | --------------------------------------- | --------------------------------------------- | --------------------------------------- | ----------------------------------------------------------- | --------------------------------------- |
| Свёкор                   | 아버님 абоним                    | 아버님 абоним                           | 아버님 абоним                                 | 아버님 абоним                           | 시아버님 сиабоним                                           | 할아버지 харабоджи                      |
| Свекровь                 | 어머님 омоним                    | 어머님 омоним                           | 어머님 омоним                                 | 어머님 омоним                           | 시어머님 сиомоним                                           | 할머니 хальмони                         |
| Муж                      | 여보 ёбо, N아빠 N-аппа           | 당신 тансин, N아빠 N-аппа               | 아범 абом, 애비 эби, 그사람 кысарам, 그이 кыи | 아범 абом, 애비 эби                     | 남편 нампхён, 그이 кыи, 애아빠 эаппа, 바깥양반 паккачхянбан | 아버지 абоджи, 아빠 аппа                |
| Старший брат мужа        | 아주버님 аджубоним               | 아주버님 аджубоним                      | 아주버님 аджубоним                            | 아주버님 аджубоним                      | 시아주버님 сиаджубоним                                      | 큰아버지 кхынабоджи                     |
| Старшая сестра мужа      | 형님 хённим                      | 형님 хённим                             | 형님 хённим                                   | 형님 хённим                             | 시누이 синуи, 시동생 сидонсэн                               | 고모 комо                               |
| Младшая сестра мужа      | 아가씨 агасси                    | 아가씨 агасси                           | 아가씨 агасси                                 | 아가씨 агасси                           | 시누이 синуи, 시동생 сидонсэн                               | 고모 комо                               |
| Младший брат мужа        | 도련님 торённим, 서방님 собанним | 도련님 торённим, 서방님 собанним        | 도련님 торённим, 서방님 собанним              | 도련님 торённим, 서방님 собанним        | 도련님 торённим, 서방님 собанним, 시동생 сидонсэн           | 삼촌 самчхон¹, 작은아버지 чагынабоджи   |
| Жена старшего брата мужа | 형님 хённим                      | 형님 хённим                             | 형님 хённим                                   | 형님 хённим                             | 형님 хённим, 큰동서 кхындонсо, 큰어머님 кхыномоним          | 큰어머님 кхыномоним                     |
| Муж сестры мужа          | 서방님 собанним                  | 서방님 собанним, 고모부 комобу          | 서방님 собанним                               | 서방님 собанним                         | 고모부 комобу                                               | 고모부 комобу                           |
| Жена младшего брата мужа | 동서 тонсо                       | 동서 тонсо                              | 동서 тонсо                                    | 동서 тонсо                              | 동서 тонсо, 큰어머님 кхыномоним                             | 작은어머님 чагыномоним                  |

Примечания:
- N: имя своего ребёнка;
- 1: неженатый.

| Отношение                | Обращение                 | Упоминание в третьем лице в разговоре с | Упоминание в третьем лице в разговоре с | Упоминание в третьем лице в разговоре с | Упоминание в третьем лице в разговоре с         | Упоминание в третьем лице в разговоре с |
| Отношение                | Обращение                 | мужем                                   | его родителями                          | его родственниками                      | знакомыми                                       | детьми                                  |
| ------------------------ | ------------------------- | --------------------------------------- | --------------------------------------- | --------------------------------------- | ----------------------------------------------- | --------------------------------------- |
| Тесть                    | 장인 чанин, 아버님 абоним | 아버님 абоним, 장인어른 чанинорын       | 아버님 абоним, 장인어른 чанинорын       | 아버님 абоним, 장인어른 чанинорын       | 장인어른 чанинорын, 외할아버지 вехарабоджи      | 외할아버지 вехарабоджи                  |
| Тёща                     | 장모 чанмо, 어머님 омоним | 어머님 омоним, 장모 чанмоним            | 어머님 омоним, 장모 чанмоним            | 아머님 омоним, 장모 чанмоним            | N외할머님 N-вехальмоним, 장모 чанмоним          | 외할머니 вехальмони                     |
| Жена                     | 여보 ёбо, N엄마 N-омма    | 당신 тансин, N엄마 N-омма               | N어미 N-оми, 집사람 чипсарам            | N어미 N-оми, 집사람 чипсарам            | N엄마 N-омма, 처 чхо, 집사람 чипсарам, 아내 анэ | 어머니 омони, 엄마 омма                 |
| Старший брат жены        | 형님 хённим               | 형님 хённим                             | 형님 хённим                             | 형님 хённим                             | 처남 чхонам                                     | 외삼촌 весамчхон, 외숙부 весукпу        |
| Младший брат жены        | 처남 чхонам               | 처남 чхонам                             | 처남 чхонам                             | 처남 чхонам                             | 처남 чхонам                                     | 외삼촌 весамчхон, 외숙부 весукпу        |
| Старшая сестра жены      | 처형 чхохён               | 처형 чхохён                             | 처형 чхохён                             | 처형 чхохён                             | 처형 чхохён                                     | 이모 имо                                |
| Младшая сестра жены      | 처제 чходже               | 처제 чходже                             | 처제 чходже                             | 처제 чходже                             | 처제 чходже                                     | 이모 имо                                |
| Жена старшего брата жены | 아주머니 аджумони         | 처남댁 чхонамдэк                        | 처남댁 чхонамдэк                        | 처남댁 чхонамдэк                        | 처남댁 чхонамдэк                                | 처남댁 чхонамдэк                        |
| Жена младшего брата жены | 처남댁 чхонамдэк          | 처남댁 чхонамдэк                        | 처남댁 чхонамдэк                        | 처남댁 чхонамдэк                        | 처남댁 чхонамдэк, N외숙모 N-весукмо             | 외숙모 весукмо                          |
| Муж старшей сестры жены  | 형님 хённим, 동서 тонсо   | 형님 хённим, 동서 тонсо                 | 형님 хённим, 동서 тонсо                 | 형님 хённим, 동서 тонсо                 | 동서 тонсо, N이모부 N-имобу                     | 이모부 имобу                            |
| Муж младшей сестры жены  | 동서 тонсо, X서방 X-собан | 동서 тонсо, X서방 X-собан               | 동서 тонсо, X서방 X-собан               | 동서 тонсо, X서방 X-собан               | 동서 тонсо, N이모부 N-имобу                     | 이모님 имоним                           |

Примечания:
- N: имя своего ребёнка;
- X: имя называемого.

## Пример языка
Первая статья «Всеобщей декларации прав человека»:
모든 인간은 태어날 때부터 자유로우며 그 존엄과 권리에 있어 동등하다. 인간은 천부적으로 이성과 양심을 부여받았으며 서로 형제애의 정신으로 행동하여야 한다.

Modeun Ingan-eun Tae-eonal ttaebuteo Jayuroumyeo Geu Jon-eomgwa Gwonrie Iss-eo Dongdeunghada. Ingan-eun Cheonbujeog-euro Iseong-gwa Yangsim-eul Bu-yeobad-ass-eumyeo Seoro Hyungje-ae-ui Jeongsin-euro Haengdongha-yeo-yahanda.